# درمان خانگی
درمان خانگی (انگلیسی: Home Cured) یک فیلم کوتاه کمدی به کارگردان راسکو آرباکل است که در سال ۱۹۲۶ منتشر شد.

## گزیدهٔ بازیگران
- جانی آرتور
- ویرجینیا وَنس
- جرج دیویس
- گلن کاوندر
- رابرت براور